# 李则纲
李则纲（1891年—1977年），男，安徽枞阳人，中国历史学家，曾任安徽省博物馆首任馆长，中国史学会候补理事。